# Vuelta a Castilla y León 2009
La Vuelta a Castilla y León 2009 fue la 24.ª edición de esta carrera ciclista que transcurre por Castilla y León. Se disputó entre el 23 y el 27 de marzo de 2009, sobre un total de 651,3 km, repartidos en cinco etapas, una de ellas contrarreloj individual, y dos con final en alto. 
La prueba perteneció al UCI Europe Tour de los Circuitos Continentales UCI, dentro de la categoría 2.1.
En esta edición tomó parte el estadounidense Lance Armstrong, que de esta manera debutaba en una carrera española después de su vuelta al ciclismo profesional a principios de año, pero en el transcurso de la primera etapa sufrió una caída que le obligó a retirarse al fracturarse la clavícula.
El ganador final fue Levi Leipheimer (quien además se hizo con la etapa contrarreloj). Le compañaron en el podio su compañero de equipo Alberto Contador (vencedor de la clasificación de los españoles) y de David Zabriskie, respectivamente.
En las otras clasificaciones secundarias fueron para Alejandro Valverde (montaña; puntos, al ganar dos etapas; y combinada), Rabobank (equipos) y Carlos Sastre (castellanoleonenses).
A pesar de haber dos finales en alto la carrera se decidió durante la disputa de la contrarreloj de la segunda etapa ya que no finales en alto no fueron lo suficientemente duros como para producir diferencias.

## Etapas
| Etapa | Fecha       | Recorrido                                  | km         | Ganador            | Líder           |
| ----- | ----------- | ------------------------------------------ | ---------- | ------------------ | --------------- |
| 1.ª   | 23 de marzo | Paredes de Nava-Baltanás                   | 168,3      | Joaquín Sobrino    | Joaquín Sobrino |
| 2.ª   | 24 de marzo | Palencia-Palencia                          | 28,2 (CRI) | Levi Leipheimer    | Levi Leipheimer |
| 3.ª   | 25 de marzo | Sahagún-Estación de esquí de San Isidro    | 156,9      | Alejandro Valverde | Levi Leipheimer |
| 4.ª   | 26 de marzo | Santa María del Páramo-Laguna de los Peces | 145,4      | Juan José Cobo     | Levi Leipheimer |
| 5.ª   | 27 de marzo | Benavente-Valladolid                       | 152,5      | Alejandro Valverde | Levi Leipheimer |

## Clasificaciones finales

### Clasificación general
| Posición | Ciclista           | Equipo            | Tiempo      |
| -------- | ------------------ | ----------------- | ----------- |
|          | Levi Leipheimer    | Astana            | 15h 33' 23" |
| 2        | Alberto Contador   | Astana            | + 16"       |
| 3        | David Zabriskie    | Garmin-Slipstream | + 22"       |
| 4        | Stef Clement       | Rabobank          | + 49"       |
| 5        | Denís Menshov      | Rabobank          | + 1' 07"    |
| 6        | Xavier Tondo       | Andalucía-Cajasur | + 1' 51"    |
| 7        | Philip Deignan     | Cervélo Test Team | + 1' 53"    |
| 8        | Ezequiel Mosquera  | Xacobeo Galicia   | + 2' 01"    |
| '9       | Alejandro Valverde | Caisse d'Epargne  | + 2' 05"    |
| '10      | Juan José Cobo     | Fuji-Servetto     | + 2' 45"    |

### Otras clasificaciones
- Clasificación de la montaña:  Alejandro Valverde (Caisse d'Epargne)
- Clasificación de la regularidad:  Alejandro Valverde (Caisse d'Epargne)
- Clasificación de la combinada:  Alejandro Valverde (Caisse d'Epargne)
- Clasificación por equipos:  Astana
- Clasificación de españoles: Alberto Contador
- Clasificación de castellanoleonenses: Carlos Sastre